# Gnome et Rhône 14K Mistral Major
El Gnome-Rhône 14K Mistral Major fue un motor radial de 14 cilindros en doble estrella refrigerado por aire. Fue el mayor motor de avión de Gnome et Rhône hasta la Segunda Guerra Mundial, madurando en un motor muy buscado, siendo construido bajo licencia en Europa y Japón. Miles de motores Mistral Major fueron producidos, usándose en una amplia variedad de aviones.

## Historia
En 1921 Gnome-Rhône compró una licencia del altamente exitoso Bristol Jupiter y lo produjo hasta alrededor de 1930, a la par del más pequeño Bristol Titan. Sin embargo, desde 1926, usando el diseño básico del Titan, produjeron una familia de nuevos motores, llamados la "serie K". Esta serie arrancaba con el 5K Titan, seguido por el 7K Titan Major y el 9K Mistral. Para 1930, 6.000 de estos motores habían sido vendidos.
Sin embargo, la industria aeronáutica de la época evolucionaba rápidamente, produciendo aviones mucho más grandes que demandaban motores más potentes. Gnome-Rhône respondió a esta demanda con el desarrollo del 7K en una versión en doble estrella que se convirtió en el 14K Mistral Major. El primer ejemplar se puso en marcha en 1929.

## Especificaciones (14 Kdrs)[1]
- Tipo: Motor radial, 14 cilindros, doble estrella, refrigerado por aire
- Diámetro: 146 mm
- Carrera: 165 mm
- Cilindrada: 38.720 cc
- Diámetro del motor: 1.296 mm
- Peso: 540 kg
- Válvulas: A la cabeza
- Compresor: centrífugo de una etapa
- Sistema de combustible: carburador Stromberg
- Combustible: gasolina de 87 octanos
- Refrigeración: Enfriado por aire
- Potencia: 
  - 743 kW (996 hp) a 2.390 rpm (potencia de despegue)
  - 821 kW (1.100 hp) a 2.390 rpm a 2.600 m (presión de admisión: 1,06 MPa)
- Cilindrada/potencia: 21,23 kW/l
- Peso/potencia: 1,52 kW/kg
- Compresión: 5,5:1
- Consumo de combustible: 328 g/(kW•h)
- Consumo de aceite: 20 g/(kW•h)
- Reducción: 2:3

## Usos
Francia
- Amiot 143
- Aero A.102
- Bloch MB.200
- Bloch MB.210
- Bréguet 460 Vultur
- Breguet 521 Bizerte
- Farman F.222
- Loire 46 C1
- PZL P.24
- Potez 62
- Potez 651

## Derivados del 14K
Hungría
- Heinkel He 70
- Manfred Weiss WM K-14
- MÁVAG Héja
- Weiss WM21 Sólyom

 Italia
- Breda Ba.65
- Breda Ba.88
- Caproni Ca.135
- Caproni Ca.161
- CANT Z.1007
- Piaggio P.XI
- Reggiane Re.2000
- Savoia-Marchetti SM.79-II
- Savoia-Marchetti SM.84

 Rumania
- IAR 14K
- IAR 37
- IAR 80

 Suecia
- Saab 17C

 Unión Soviética
- Ilyushin DB-3
- Sukhoi Su-2
- Tumansky M-87